# Празька весна 2007
Багато поколінь музикантів завжди з повагою відносились до музичного фестивалю та конкурсу «Празька весна», який щороку проходить в столиці Чеської республіки в м. Празі.

## Фестиваль
62-й відомий музичний фестиваль «Празька весна» за традицією відкрився 12 травня 2007 р. концертом із циклу симфонічних поем Беджріха Сметани «Моя батьківщина» у виконанні симфонічного оркестру Чеської філармонії під керівництвом головного диригента Зденка Мацала.
Протягом фестивалю відбулося 46 концертів, 9 театральних представлень та 7 конкурсних концертів.
У 2007 році відзначається 100-річчя з дня народження двох визначних представників чеської музики — Вацлава Трояна та Їржі Срнки. Їх творчість в області симфонічної музики, кіно і телебачення принесло їм популярність і любов слухачів . 31 травня в Муніципальному концертному залі перед празькими і закордонними слухачами виступив Симфонічний оркестр Чеського радіо. Серед відомих виконавців, які взяли участь у фестивалі відомий симфонічний оркестр Фінського радіо, віолончеліст Стефен Іссерлайз, виконавиця на трубі Алісон Балсом, піаніст Андрій Гаврилов, чеські сопраністки Габрієла Беначкова і Єва Урбанова. 27 травня. в концертному залі Рудольфін вони виконали арії і дуети з опер Дворжака «Русалка» і Яначка «ЇЇ падчірка».
1 червня в рамці концертів " Празька весна " в концертному залі ім. А.Дворжака Рудольфін виступив під керівництвом видатного гобоїста і диригента Голліґера Гайнца світознамий швейцарський камерний оркестр міста Берна. В програмі прозвучали твори Й. С. Баха, Сандора Вересса, Бели Бартока.
- Голліґер Гайнц — гобой
- Фрідріх Гебарт — скрипка
- Й. С. Бах: — подвійний концерт d mol для скрипки, гобоя і струнних BWV 1060
- Сандор Вересс: — Концертна пассакалія для гобоя і струнних
- Бела Барток: — Дивертисмент

## Конкурси
Міжнародний музичний конкурс «Празька весна» в цьому році відбувся за фахом — диригування та валторна.
До конкурсу в категорії диригування були допущені 32 претенденти із Австрії, Болгарії, Німеччини, Франції, Кореї, Іспанії, Ізраїля, Італії, Польщі, Росії, США, Чехіїи, Японії. Найзначнішим було представлено участь Японії в кількості семи учасників.

### Диригування
Склад Журі
- Йорма Панула/ Jorma Panula — Фінляндія — голова
- Андре Жове/ André Jouve — Франція
- Тадеуш Стругала/ Tadeusz Strugala — Польща
- Артуро Тамайо/ Arturo Tamayo — Іспанія
- Мартін Турновський /Martin Turnovský — Чехія
- Франтішек Вайнар /František Vajnar — Чехія
- Кристофор Варрен-Греен/ Christopher Warren-Green — Велика Британія

В процесі прослуховування і відбору учасників 1 кола із 32 до другого кола були допущені всього 12 учасників, а до третього фінального кола всього лише 3 претенденти .
3 коло диригування:
- Маржена Діакун -Польща
- Койї Кавамото — Японія
- Криштоф Урбанський — Польща

#### Підсумки
Лауреат 1 премії
- Криштоф Урбанський -Польща

Лауреат 2 премії
- Маржена Діакун -Польща

Лауреат 3 премії
- Койї Кавамото — Японія

Почесні дипломи:
- Ян Кучера — Чехія
- Джонатан Шиффман — США
- Ондрей Врабец — Чехія

Йорма Панула — голова журі
Прага, 13.5.2007 року.

### Валторна
До участі в конкурсі категорія валторна були допущені 48 виконавців, які після відбору, шляхом прослуховування звукозапису обов'язкової програми, були запрошені до Праги. Географія учасників конкурсу охоплює майже всі континенти: Європа, Азія, Америка, Австралія. Перше і друге коло, після голосування, проходили в концертному залі Академії музики імені Богуслава Мартіну під акомпонімент фортепіано. Третє коло в концертному залі Антоніна Дворжака Рудольфін під супровід камерного оркестру Празької філармонії під керівництвом Петра Вронського.
Склад Журі
- Андре Казалет/ André Cazalet — Франція — голова
- Хрістіан-Фрідріх Даллманн/Christian-Friedrich Dallmann— Німеччина
- Адам Фрідріх/ Ádám Friedrich — Угорщина
- Аб Костер/ Ab Koster — Голландія
- Їндржіх Петраш/ Jindřich Petráš -Чехія
- Барри Таквелл/Barry Tuckwel — Австралія
- Бедржіх Тилшар/ Bedřich Tylšar — Чехія

Організаторами конкурсу були запропоновані твори високо-художньої форми з великими технічними можливостями, і розраховані на високий професіональній рівень виконавців, де було б можливо показати красу, тембр, благородство звука валторни і поряд з тим велику динамічну палітру інструмента та його віртуозні можливості. В багатьох творах був задіяний величезний діапазон інструмента від самих низьких басових нот до нот найвищого регістру. Кожному виконавцю надалась можливість розкрити душу та показати повноту звучання валторни.
В процесі прослуховування і відбору учасників 1 кола конкурсу, а їх було 48, до участі в другому колі були допущені лише 12 учасників, а до третього фінального кола тільки 4 претенденти .
2 тур валторна:
- Мацей Барановський — Польща
- Арон Кенчєй — Угорщина
- Клаудіус Мюллер — Німеччина
- Єремі Тінлот — Франція
- Йозеф Коціс — Угорщина
- Христоф Ес — Німеччина
- Яна Ржержіхова — Чехія
- Іонут Подгореану — Румунія
- Хозе Вінцент Кастелло — Іспанія
- Золтан Мацай — Угорщина
- Петер Лакатос — Угорщина
- Йоцелін Віллем — Франція

Фортепіанний акомпонімент: Ярміла Панохова, Яна Голіашова, Даніел Віснер.
3 коло валторна:
- Мацей Барановський — Польща
- Христоф Ес — Німеччина
- Золтан Мацай — Угорщина
- Йоцелін Віллем — Франція

Прослухавши конкурс від початку і до останніх акордів третього фінального кола, треба відзначити високий художній рівень виконавців. Молоді музиканти майстерно володіють інструментом, застосовуючі всі можливі засоби та прийоми для інтерпретації того чи іншого твору. За останні десять років рівень учасників конкурсу і сама виконавська майстерність спеціалістів: диригування, духові інструменти, фортепіано, орган, струнні, вокал безсумнівно дуже виріс і говорить про неймовірно високі досягнення в області світової музичної виконавської майстерності.

#### Підсумки
Лауреат 1 премії
- Христоф Ес — Німеччина

Лауреати 2 премії
- Золтан Мацай — Угорщина
- Йоселін Віллем — Франція

Третя премія не була присуджена
Почесні дипломи:
- Мацей Барановский — Польща
- Хозе Вінцент Кастелло — Іспанія
- Яна Ржержіхова — Чехія

Мацей Барановський не був оцінений тому, що не виконав умови конкурсу.
Андре Казалет
голова журі
Прага, 14.5.2007року.
Підсумовуючи основні моменти 62 Міжнародного музичного фестивалю і 59 музичного конкурсу «Празька весна», хотілось зупинитись на історії його виникнення.
В 1946 році під патронатом президента Чехословаччини Едварда Бенеша, вперше в Празі був проведений міжнародний фестиваль « Празька весна», а перший фестивальний концерт відбувся у виконанні Чеської філармонії під керівництвом видатного диригента Рафаеля Кубеліка 11 травня 1946 року в концертному залі Рудольфін. Пізніше, в п'ятдесяті роки минулого століття стало традицією відкривати фестиваль циклом симфонічних поем Бедржіха Сметани " Моя Батьківщина " і закривати "Празьку весну " симфонією № 9 Людвига Ван Бетховена.
За весь період музичного конкурсу «Празька весна», а саме з 1953 року багато представників СРСР стали лауреатами конкурсу «Празька весна» або отримали почесні дипломи. На великий жаль слід констатувати, що за останні роки рідко беруть участь у конкурсі представники країн СНД.
Серед флейтистів лауреатами в 1953 році були Олександр Корнєєв и Лев Перепілкін. У 1968 році Валентин Звєрєв, в 1974 Олександр Майоров, в 1977 Сергій Бубнов. Серед гобоїстів в 1953 році лауреатом став Володимир Курлін, в 1968 Олег Соколов, в 1974 Олександр Афанасєв. Кларнетисти: 1953 р. — Михайло Ізмайлов, Валерій Безрученко в1959р, Андрій Козаков в1977 р., Іван Оленчік 1981 р., Гєнадій Забара 1981. Валторністи -Віталій Буяновський і Степан Вишнєвський 1953 р., Анатолій Демін і Борис Афанасєв 1959 р., Арвід Клишан 1962 р., Віктор Галкін 1968 р., Василь Тарасов 1974 р., Олександр Раієв 1982 р. Фагот — Ашот Абаджан 1953, Лев Печерський 1953, Володимир Власенко 1959, Сергій Красавін 1959, Володимир Богорад 1968, Андріс Арніцанс 1974,1977. Труба — Валентин Юдін 1962, Валентин Мальков 1962, Андрій Іков 1982. Тромбон — Віктор Баташе 1962, Борис Виноградов, Дмитро Андрєєв 2004.